# Horst Gräfer
Horst Gräfer (* 3. Oktober 1941 in Gütersloh; † 6. Mai 2022) war ein deutscher Betriebswirt, Hochschullehrer und Wirtschaftswissenschaftler an der Universität Paderborn. Seine Fachgebiete waren Controlling, Rechnungswesen und Wirtschaftsprüfung.

## Akademische Laufbahn
Gräfer studierte Betriebswirtschaftslehre an der Universität Münster und erwarb 1968 den Abschluss als Diplom-Kaufmann. Danach war er rund ein Jahr lang in der Zentralverwaltung der Dr. August Oetker KG in Bielefeld tätig. Von 1969 bis 1972 war er Assistent an der Fakultät für Wirtschaftswissenschaften der Ruhr-Universität Bochum, wo er 1972 die Promotion zum Dr. rer. oec. erlangte. Ab 1972 war er im Fachbereich Wirtschaft der Gesamthochschule Paderborn tätig, der späteren Universität Paderborn. Dort wurde er 1975 zum Professor für Betriebswirtschaftslehre, insbesondere Bilanzen, Finanzen und Steuern, ernannt. 1981 folgte ein akademischer Gastaufenthalt an der Nottingham Trent University, der damaligen Paderborner Partnerhochschule. 1982 erhielt er die Zulassung zum Steuerberater. Nach einem Jahr als Prodekan von 1973 bis 1974 leitete Gräfer von 1982 bis 1983 den Fachbereich Wirtschaftswissenschaften in Paderborn als Dekan. Er wohnte in Gütersloh. 2005 trat er auf eigenen Wunsch in den Ruhestand, blieb aber wissenschaftlich und ehrenamtlich vielfältig aktiv.

## Schwerpunkte
Gräfers Fachgebiet war Externe Rechnungslegung mit den Schwerpunkten handels- und steuerrechtliche Jahresabschlüsse, Bilanzanalyse und Internationale Rechnungslegung. Er verfasste grundlegende, immer wieder aufgelegte Lehrbücher zu diesen Themen. Ferner engagierte er sich für die akademische Selbstverwaltung an seinem Fachbereich, in den Hochschulgremien, in der Internationalisierung sowie im Wissenstransfer in die Praxis. Aus seinem Engagement heraus entstand ab 1981 die Partnerschaft der Universität Paderborn mit der Nottingham Trent University und deren gemeinsame deutsch-englische Studienrichtung „European Business“. Gräfer war auch an der Reform dieses Kurzzeitstudiengangs beteiligt, aus der der IBS-Studiengang in Paderborn hervorging. Er prägte das Department Taxation, Accounting & Finance seines Fachbereichs. Als Experte seines Fachs war er ein gefragter Referent und saß unter anderem im Kuratorium der Miele-Stiftung. Ab 1990 setzte er sich für den „Paderborner Hochschulkreis“ (PHK) ein, eine Alumni-Vereinigung der Wirtschaftswissenschaften, und wurde dessen Vorsitzender.

## Horst-Gräfer-Preis
Seit 2024 vergibt der Paderborner Hochschulkreis e. V. jährlich den Horst-Gräfer-Preis an eine bis zu 35 Jahre alte deutschsprachige Person. Bewerben können sich Schüler, Studenten, Auszubildende oder Berufstätige, die unkonventionelle Ziele auch über biografische Umwege anstreben, etwa einen 2. Bildungsweg, sonstige Fortbildung oder späte Promotion. Vergabekriterien sind eine hohe Anstrengungsbereitschaft bzw. Durchhaltevermögen, unkonventionelle persönliche Ambitionen, weltoffene Grundhaltung, gesellschaftliches, auch ehrenamtliches Engagement und internationale Perspektive. Der Preis in Höhe von 5.000 Euro wird unabhängig von sonstigen Fördermitteln vergeben und von der Stiftung Familie Heidloff und der  SolarKapital-Stiftung gesponsort.
Am 16. November 2024, dem „Tag der Wirtschaftswissenschaften“ an der Universität Paderborn, wurde der Preis erstmals verliehen. Preistragende sind Dr. Reyhaneh Safaei aus Teheran (Iran), promovierte Wirtschaftswissenschaftlerin, und Thorben Scholz, wissenschaftlicher Mitarbeiter am Heinz Nixdorf Institut. Beide sind sozial engagiert, Safaei für demokratische Strukturen im Iran sowie für Frauen und Studierende aus dem Mittleren Osten, Scholz als Mitgründer der UFUNDI GmbH für Künstler und Künstlerinnen aus dem globalen Süden.

## Veröffentlichungen
- Bilanzanalyse: Finanz- und erfolgswirtschaftliche Kennzahlen. 14. Auflage, NWB Verlag, Herne 2022, ISBN 978-3-482-63244-0
- mit Horst-Walter Endriss et al. (Hrsg.): Bilanzbuchhalter-Handbuch: Nachschlagewerk für Weiterbildung und Praxis. 11., vollständig überarbeitete Auflage, NWB Verlag, Herne 2017, ISBN 978-3-482-66781-7
- Von der Fachhochschule Südost-Westfalen zur Gesamthochschule Paderborn und Glücksfall: Partnerschaft mit der Nottingham Trent University. In: Caren Sureth-Sloane (Hrsg.): Die Fakultät für Wirtschaftswissenschaften an der Universität Paderborn: Zeitzeugen geben Einblicke in den Werdegang ihrer Fakultät. W. Bertelsmann Verlag, Bielefeld 2017, ISBN 978-3-7639-6739-1
- mit Guido A. Scheld: Grundzüge der Konzernrechnungslegung: mit Fragen, Aufgaben und Lösungen. 13., neu bearbeitete Auflage, Erich-Schmidt-Verlag, Berlin 2016, ISBN 978-3-503-17028-9
- Rechnungslegung: Der Jahresabschluss nach HGB. 5., vollständig überarbeitete Auflage, NWB Verlag, Herne 2016, ISBN 978-3-482-00145-1
- mit Bettina Schiller, Sabrina Rösner: Finanzierung: Grundlagen, Institutionen, Instrumente und Kapitalmarkttheorie. 8., neu bearbeitete Auflage, Erich-Schmidt-Verlag, Berlin 2014, ISBN 978-3-503-15666-5